# Pandanus carmichaelii
A Pandanus carmichaelii az egyszikűek (Liliopsida) osztályának csavarpálma-virágúak (Pandanales) rendjébe, ezen belül a csavarpálmafélék (Pandanaceae) családjába tartozó faj.

## Előfordulása
Kizárólag Mauritius területén fordul elő, csak ezen a területen őshonos. Sajnos kihalófélben van, populációja kevesebb, mint 50 példány.